# 長谷川広
長谷川 広（はせがわ ひろ、1981年4月3日 - 2002年7月1日）は、囲碁の棋士。島根県江津市出身、関西棋院所属、今村俊也九段門下、六段。

## 経歴
1990年津宮小学校3年にして、少年少女囲碁大会小学生の部で優勝し才覚を現す。1994年、小学校卒業と同時に大阪の今村俊也を頼って上阪、1995年に初段となる。1999年には、新人賞及び連勝賞（14連勝）をあげる。
しかし2002年7月1日、京都府京都市西京区の自宅で起きた火災により急性一酸化炭素中毒で死去した。火災の原因について、自殺か失火か京都府警桂署の調査でも不明とされた。同年3月には囲碁棋士としては異例の金髪に染色し周囲を驚かせるなどの行動も見せ、5月には当時最年少六段に昇段したばかりで将来を嘱望されていたが、戦績を思い悩む様子も見受けられていた。2003年5月より、関西棋院並びに遺族によって院生育成・海外交流・指導者育成などを目的とした広基金が設立されその名を留めている。入段以降の成績は132勝58敗であった。

## 略歴
- 1990年 少年少女囲碁大会小学生の部で優勝
- 1991年 世界青少年囲碁大会少年の部で準優勝
- 1992年 関西棋院院生となる
- 1995年 入段
- 1999年 新人賞及び連勝賞
- 2000年 利仙賞
- 2001年 坂井秀至の段位認定試験碁を務める
- 2002年 六段。火災により死去